# Vuelta a Portugal 2019
La 81.ª edición de la Vuelta a Portugal (oficialmente: Volta a Portugal Santander) se celebró entre el 31 de julio y el 11 de agosto de 2019 con inicio en la ciudad de Viseu y final en la ciudad de Oporto en Portugal. El recorrido constó de un prólogo y 10 etapas sobre una distancia total de 1531 km.
La carrera hizo parte del circuito UCI Europe Tour 2019 dentro de la categoría 2.1. El vencedor final fue el portugués João Rodrigues del W52-FC Porto seguido del también portugués Joni Brandão del Efapel y el español Gustavo César Veloso, compañero de equipo del ganador.

## Equipos participantes
Tomaron la partida un total de 19 equipos, de los cuales 4 son de categoría Profesional Continental y 15 Continentales, quienes conformaron un pelotón de 131 ciclistas de los cuales terminaron 103. Los equipos participantes fueron:
| Equipos continentales profesionales (4)- Arkéa-Samsic - Caja Rural-Seguros RGA - Israel Cycling Academy - W52-FC Porto Equipos continentales (15)- Ludofoods Louletano Aviludo - LA Alumínios-Metalusa - Miranda-Mortágua - RP-Boavista - Sporting-Tavira - UD Oliveirense/InOutbuild - Vito-Feirense-BlackJack - EvoPro Racing - BAI-Sicasal-Petro de Luanda - Efapel - Fundación Euskadi - ProTouch - Swiss Racing Academy - Medellín - Amore & Vita-Prodir |
| |

## Recorrido
| Etapa      | Fecha     | Recorrido                                     | type                    | Distancia (km) | Ganador            | Líder                |
| ---------- | --------- | --------------------------------------------- | ----------------------- | -------------- | ------------------ | -------------------- |
| Prólogo    | 31 de jul | Viseo – Viseo                                 | contrarreloj individual | 6              | Samuel Caldeira    | Samuel Caldeira      |
| 1.ª etapa  | 1 de ago  | Miranda do Corvo – Leiría                     | etapa de media montaña  | 174,7          | Davide Appollonio  | Samuel Caldeira      |
| 2.ª etapa  | 2 de ago  | Marinha Grande – Santo António dos Cavaleiros | etapa escarpada         | 198,5          | Mikel Aristi       | Gustavo César Veloso |
| 3.ª etapa  | 3 de ago  | Santarém – Castelo Branco                     | etapa escarpada         | 181,8          | Daniel Mestre      | Gustavo César Veloso |
| 4.ª etapa  | 4 de ago  | Pampilhosa da Serra – Torre                   | etapa de montaña        | 145            | João Rodrigues     | Gustavo César Veloso |
| 5.ª etapa  | 5 de ago  | Oliveira do Hospital – Guarda                 | etapa de media montaña  | 158            | Marco Tizza        | Gustavo César Veloso |
|            | 6 de ago  | Día de descanso                               | Día de descanso         |                |                    |                      |
| 6.ª etapa  | 7 de ago  | Torre de Moncorvo – Braganza                  | etapa escarpada         | 189,2          | Héctor Sáez Benito | Gustavo César Veloso |
| 7.ª etapa  | 8 de ago  | Braganza – Sierra de Larouco                  | etapa de media montaña  | 156,2          | Luís Gomes         | Joni Brandão         |
| 8.ª etapa  | 9 de ago  | Viana do Castelo – Serra de Santa Quitéria    | etapa escarpada         | 156,6          | João Benta         | Joni Brandão         |
| 9.ª etapa  | 10 de ago | Fafe – Senhora da Graça                       | etapa de montaña        | 133,5          | António Carvalho   | Joni Brandão         |
| 10.ª etapa | 11 de ago | Vila Nova de Gaia – Oporto                    | contrarreloj individual | 19,5           | João Rodrigues     | João Rodrigues       |

## Desarrollo de la carrera

### Prólogo
| Viseo - Viseo | contrarreloj individual | (6 km) |

| \| Clasificación de la etapa \| Clasificación de la etapa \| Clasificación de la etapa \| Clasificación de la etapa \| Clasificación de la etapa \| \| Ciclista \| Ciclista \| Equipo \| Tiempo \| \| \| ------------------------- \| ------------------------- \| ----------------------------- \| ------------------------- \| ------------------------- \| \| 1.º \| Samuel Caldeira \| W52-FC Porto \| 7 min 28 s \| \| \| 2.º \| Gian Friesecke \| Team Vorarlberg-Santic \| + 0 s \| \| \| 3.º \| Gustavo César Veloso \| W52-FC Porto \| + 0 s \| \| \| 4.º \| Thibault Guernalec \| Arkéa-Samsic \| + 1 s \| \| \| 5.º \| António Carvalho \| W52-FC Porto \| + 4 s \| \| \| 6.º \| Mikel Aristi \| Euskadi Basque Country-Murias \| + 6 s \| \| \| 7.º \| Cyrille Thièry \| Swiss Racing Academy \| + 7 s \| \| \| 8.º \| Joni Brandão \| Efapel \| + 7 s \| \| \| 9.º \| João Matias \| Vito-Feirense-Pnb \| + 8 s \| \| \| 10.º \| Daniel Mestre \| W52-FC Porto \| + 8 s \| \| |                      |                               |            |
| |                      |                               |            |
| Fuente: ProCyclingStats |                      |                               |            |
| Clasificación de la etapa |                      |                               |            |
| Ciclista | Ciclista             | Equipo                        | Tiempo     |
| 1.º | Samuel Caldeira      | W52-FC Porto                  | 7 min 28 s |
| 2.º | Gian Friesecke       | Team Vorarlberg-Santic        | + 0 s      |
| 3.º | Gustavo César Veloso | W52-FC Porto                  | + 0 s      |
| 4.º | Thibault Guernalec   | Arkéa-Samsic                  | + 1 s      |
| 5.º | António Carvalho     | W52-FC Porto                  | + 4 s      |
| 6.º | Mikel Aristi         | Euskadi Basque Country-Murias | + 6 s      |
| 7.º | Cyrille Thièry       | Swiss Racing Academy          | + 7 s      |
| 8.º | Joni Brandão         | Efapel                        | + 7 s      |
| 9.º | João Matias          | Vito-Feirense-Pnb             | + 8 s      |
| 10.º | Daniel Mestre        | W52-FC Porto                  | + 8 s      |

| \| Clasificación general \| Clasificación general \| Clasificación general \| Clasificación general \| Clasificación general \| \| Ciclista \| Ciclista \| Equipo \| Tiempo \| \| \| --------------------- \| --------------------- \| ----------------------------- \| --------------------- \| --------------------- \| \| 1.º \| Samuel Caldeira \| W52-FC Porto \| 7 min 28 s \| \| \| 2.º \| Gian Friesecke \| Team Vorarlberg-Santic \| + 0 s \| \| \| 3.º \| Gustavo César Veloso \| W52-FC Porto \| + 0 s \| \| \| 4.º \| Thibault Guernalec \| Arkéa-Samsic \| + 1 s \| \| \| 5.º \| António Carvalho \| W52-FC Porto \| + 4 s \| \| \| 6.º \| Mikel Aristi \| Euskadi Basque Country-Murias \| + 6 s \| \| \| 7.º \| Cyrille Thièry \| Swiss Racing Academy \| + 7 s \| \| \| 8.º \| Joni Brandão \| Efapel \| + 7 s \| \| \| 9.º \| João Matias \| Vito-Feirense-Pnb \| + 8 s \| \| \| 10.º \| Daniel Mestre \| W52-FC Porto \| + 8 s \| \| |                      |                               |            |
| |                      |                               |            |
| Fuente: ProCyclingStats |                      |                               |            |
| Clasificación general |                      |                               |            |
| Ciclista | Ciclista             | Equipo                        | Tiempo     |
| 1.º | Samuel Caldeira      | W52-FC Porto                  | 7 min 28 s |
| 2.º | Gian Friesecke       | Team Vorarlberg-Santic        | + 0 s      |
| 3.º | Gustavo César Veloso | W52-FC Porto                  | + 0 s      |
| 4.º | Thibault Guernalec   | Arkéa-Samsic                  | + 1 s      |
| 5.º | António Carvalho     | W52-FC Porto                  | + 4 s      |
| 6.º | Mikel Aristi         | Euskadi Basque Country-Murias | + 6 s      |
| 7.º | Cyrille Thièry       | Swiss Racing Academy          | + 7 s      |
| 8.º | Joni Brandão         | Efapel                        | + 7 s      |
| 9.º | João Matias          | Vito-Feirense-Pnb             | + 8 s      |
| 10.º | Daniel Mestre        | W52-FC Porto                  | + 8 s      |

### 1.ª etapa
| Miranda do Corvo - Leiría | etapa de media montaña | (174,7 km) |

| \| Clasificación de la etapa \| Clasificación de la etapa \| Clasificación de la etapa \| Clasificación de la etapa \| Clasificación de la etapa \| \| Ciclista \| Ciclista \| Equipo \| Tiempo \| \| \| ------------------------- \| ------------------------- \| ----------------------------- \| ------------------------- \| ------------------------- \| \| 1.º \| Davide Appollonio \| Amore & Vita-Prodir \| 4 h 47 min 07 s \| \| \| 2.º \| Daniel Mestre \| W52-FC Porto \| + 0 s \| \| \| 3.º \| Matteo Malucelli \| Caja Rural-Seguros RGA \| + 0 s \| \| \| 4.º \| August Jensen \| Israel Cycling Academy \| + 0 s \| \| \| 5.º \| Daniel Freitas \| Miranda-Mortágua \| + 0 s \| \| \| 6.º \| Alexander Grigoriev \| Sporting-Tavira \| + 0 s \| \| \| 7.º \| Lukas Rüegg \| Swiss Racing Academy \| + 0 s \| \| \| 8.º \| Marco Tizza \| Amore & Vita-Prodir \| + 0 s \| \| \| 9.º \| Mikel Aristi \| Euskadi Basque Country-Murias \| + 0 s \| \| \| 10.º \| Bram Welten \| Arkéa-Samsic \| + 0 s \| \| |                     |                               |                 |
| |                     |                               |                 |
| Fuente: ProCyclingStats |                     |                               |                 |
| Clasificación de la etapa |                     |                               |                 |
| Ciclista | Ciclista            | Equipo                        | Tiempo          |
| 1.º | Davide Appollonio   | Amore & Vita-Prodir           | 4 h 47 min 07 s |
| 2.º | Daniel Mestre       | W52-FC Porto                  | + 0 s           |
| 3.º | Matteo Malucelli    | Caja Rural-Seguros RGA        | + 0 s           |
| 4.º | August Jensen       | Israel Cycling Academy        | + 0 s           |
| 5.º | Daniel Freitas      | Miranda-Mortágua              | + 0 s           |
| 6.º | Alexander Grigoriev | Sporting-Tavira               | + 0 s           |
| 7.º | Lukas Rüegg         | Swiss Racing Academy          | + 0 s           |
| 8.º | Marco Tizza         | Amore & Vita-Prodir           | + 0 s           |
| 9.º | Mikel Aristi        | Euskadi Basque Country-Murias | + 0 s           |
| 10.º | Bram Welten         | Arkéa-Samsic                  | + 0 s           |

| \| Clasificación general \| Clasificación general \| Clasificación general \| Clasificación general \| Clasificación general \| \| Ciclista \| Ciclista \| Equipo \| Tiempo \| \| \| --------------------- \| --------------------- \| ----------------------------- \| --------------------- \| --------------------- \| \| 1.º \| Samuel Caldeira \| W52-FC Porto \| 4 h 54 min 35 s \| \| \| 2.º \| Gian Friesecke \| Team Vorarlberg-Santic \| + 0 s \| \| \| 3.º \| Gustavo César Veloso \| W52-FC Porto \| + 0 s \| \| \| 4.º \| Thibault Guernalec \| Arkéa-Samsic \| + 1 s \| \| \| 5.º \| António Carvalho \| W52-FC Porto \| + 4 s \| \| \| 6.º \| Mikel Aristi \| Euskadi Basque Country-Murias \| + 6 s \| \| \| 7.º \| Cyrille Thièry \| Swiss Racing Academy \| + 7 s \| \| \| 8.º \| Joni Brandão \| Efapel \| + 7 s \| \| \| 9.º \| Daniel Mestre \| W52-FC Porto \| + 8 s \| \| \| 10.º \| João Matias \| Vito-Feirense-Pnb \| + 8 s \| \| |                      |                               |                 |
| |                      |                               |                 |
| Fuente: ProCyclingStats |                      |                               |                 |
| Clasificación general |                      |                               |                 |
| Ciclista | Ciclista             | Equipo                        | Tiempo          |
| 1.º | Samuel Caldeira      | W52-FC Porto                  | 4 h 54 min 35 s |
| 2.º | Gian Friesecke       | Team Vorarlberg-Santic        | + 0 s           |
| 3.º | Gustavo César Veloso | W52-FC Porto                  | + 0 s           |
| 4.º | Thibault Guernalec   | Arkéa-Samsic                  | + 1 s           |
| 5.º | António Carvalho     | W52-FC Porto                  | + 4 s           |
| 6.º | Mikel Aristi         | Euskadi Basque Country-Murias | + 6 s           |
| 7.º | Cyrille Thièry       | Swiss Racing Academy          | + 7 s           |
| 8.º | Joni Brandão         | Efapel                        | + 7 s           |
| 9.º | Daniel Mestre        | W52-FC Porto                  | + 8 s           |
| 10.º | João Matias          | Vito-Feirense-Pnb             | + 8 s           |

### 2.ª etapa
| Marinha Grande - Santo António dos Cavaleiros | etapa escarpada | (198,5 km) |

| \| Clasificación de la etapa \| Clasificación de la etapa \| Clasificación de la etapa \| Clasificación de la etapa \| Clasificación de la etapa \| \| Ciclista \| Ciclista \| Equipo \| Tiempo \| \| \| ------------------------- \| ------------------------- \| ----------------------------- \| ------------------------- \| ------------------------- \| \| 1.º \| Mikel Aristi \| Euskadi Basque Country-Murias \| 4 h 50 min 05 s \| \| \| 2.º \| Luís Mendonça \| Rádio Popular-Boavista \| + 1 s \| \| \| 3.º \| Gustavo César Veloso \| W52-FC Porto \| + 3 s \| \| \| 4.º \| Joni Brandão \| Efapel \| + 3 s \| \| \| 5.º \| Vicente García de Mateos \| Aviludo-Louletano \| + 3 s \| \| \| 6.º \| Daniel Mestre \| W52-FC Porto \| + 3 s \| \| \| 7.º \| Edgar Pinto \| W52-FC Porto \| + 3 s \| \| \| 8.º \| Marco Tizza \| Amore & Vita-Prodir \| + 3 s \| \| \| 9.º \| Alejandro Marque \| Sporting-Tavira \| + 3 s \| \| \| 10.º \| João Rodrigues \| W52-FC Porto \| + 8 s \| \| |                          |                               |                 |
| |                          |                               |                 |
| Fuente: ProCyclingStats |                          |                               |                 |
| Clasificación de la etapa |                          |                               |                 |
| Ciclista | Ciclista                 | Equipo                        | Tiempo          |
| 1.º | Mikel Aristi             | Euskadi Basque Country-Murias | 4 h 50 min 05 s |
| 2.º | Luís Mendonça            | Rádio Popular-Boavista        | + 1 s           |
| 3.º | Gustavo César Veloso     | W52-FC Porto                  | + 3 s           |
| 4.º | Joni Brandão             | Efapel                        | + 3 s           |
| 5.º | Vicente García de Mateos | Aviludo-Louletano             | + 3 s           |
| 6.º | Daniel Mestre            | W52-FC Porto                  | + 3 s           |
| 7.º | Edgar Pinto              | W52-FC Porto                  | + 3 s           |
| 8.º | Marco Tizza              | Amore & Vita-Prodir           | + 3 s           |
| 9.º | Alejandro Marque         | Sporting-Tavira               | + 3 s           |
| 10.º | João Rodrigues           | W52-FC Porto                  | + 8 s           |

| \| Clasificación general \| Clasificación general \| Clasificación general \| Clasificación general \| Clasificación general \| \| Ciclista \| Ciclista \| Equipo \| Tiempo \| \| \| --------------------- \| ------------------------ \| ----------------------------- \| --------------------- \| --------------------- \| \| 1.º \| Gustavo César Veloso \| W52-FC Porto \| 9 h 44 min 43 s \| \| \| 2.º \| Mikel Aristi \| Euskadi Basque Country-Murias \| + 3 s \| \| \| 3.º \| Joni Brandão \| Efapel \| + 7 s \| \| \| 4.º \| Daniel Mestre \| W52-FC Porto \| + 8 s \| \| \| 5.º \| Vicente García de Mateos \| Aviludo-Louletano \| + 9 s \| \| \| 6.º \| Alejandro Marque \| Sporting-Tavira \| + 11 s \| \| \| 7.º \| António Carvalho \| W52-FC Porto \| + 11 s \| \| \| 8.º \| Edgar Pinto \| W52-FC Porto \| + 12 s \| \| \| 9.º \| João Rodrigues \| W52-FC Porto \| + 14 s \| \| \| 10.º \| Óscar Sevilla \| Medellín \| + 17 s \| \| |                          |                               |                 |
| |                          |                               |                 |
| Fuente: ProCyclingStats |                          |                               |                 |
| Clasificación general |                          |                               |                 |
| Ciclista | Ciclista                 | Equipo                        | Tiempo          |
| 1.º | Gustavo César Veloso     | W52-FC Porto                  | 9 h 44 min 43 s |
| 2.º | Mikel Aristi             | Euskadi Basque Country-Murias | + 3 s           |
| 3.º | Joni Brandão             | Efapel                        | + 7 s           |
| 4.º | Daniel Mestre            | W52-FC Porto                  | + 8 s           |
| 5.º | Vicente García de Mateos | Aviludo-Louletano             | + 9 s           |
| 6.º | Alejandro Marque         | Sporting-Tavira               | + 11 s          |
| 7.º | António Carvalho         | W52-FC Porto                  | + 11 s          |
| 8.º | Edgar Pinto              | W52-FC Porto                  | + 12 s          |
| 9.º | João Rodrigues           | W52-FC Porto                  | + 14 s          |
| 10.º | Óscar Sevilla            | Medellín                      | + 17 s          |

### 3.ª etapa
| Santarém - Castelo Branco | etapa escarpada | (181,8 km) |

| \| Clasificación de la etapa \| Clasificación de la etapa \| Clasificación de la etapa \| Clasificación de la etapa \| Clasificación de la etapa \| \| Ciclista \| Ciclista \| Equipo \| Tiempo \| \| \| ------------------------- \| ------------------------- \| ----------------------------- \| ------------------------- \| ------------------------- \| \| 1.º \| Daniel Mestre \| W52-FC Porto \| 5 h 11 min 37 s \| \| \| 2.º \| Clément Russo \| Arkéa-Samsic \| + 0 s \| \| \| 3.º \| August Jensen \| Israel Cycling Academy \| + 0 s \| \| \| 4.º \| Mikel Aristi \| Euskadi Basque Country-Murias \| + 0 s \| \| \| 5.º \| Luís Mendonça \| Rádio Popular-Boavista \| + 0 s \| \| \| 6.º \| Samuel Caldeira \| W52-FC Porto \| + 0 s \| \| \| 7.º \| Gustavo César Veloso \| W52-FC Porto \| + 0 s \| \| \| 8.º \| Marco Tizza \| Amore & Vita-Prodir \| + 0 s \| \| \| 9.º \| António Carvalho \| W52-FC Porto \| + 0 s \| \| \| 10.º \| Vicente García de Mateos \| Aviludo-Louletano \| + 0 s \| \| |                          |                               |                 |
| |                          |                               |                 |
| Fuente: ProCyclingStats |                          |                               |                 |
| Clasificación de la etapa |                          |                               |                 |
| Ciclista | Ciclista                 | Equipo                        | Tiempo          |
| 1.º | Daniel Mestre            | W52-FC Porto                  | 5 h 11 min 37 s |
| 2.º | Clément Russo            | Arkéa-Samsic                  | + 0 s           |
| 3.º | August Jensen            | Israel Cycling Academy        | + 0 s           |
| 4.º | Mikel Aristi             | Euskadi Basque Country-Murias | + 0 s           |
| 5.º | Luís Mendonça            | Rádio Popular-Boavista        | + 0 s           |
| 6.º | Samuel Caldeira          | W52-FC Porto                  | + 0 s           |
| 7.º | Gustavo César Veloso     | W52-FC Porto                  | + 0 s           |
| 8.º | Marco Tizza              | Amore & Vita-Prodir           | + 0 s           |
| 9.º | António Carvalho         | W52-FC Porto                  | + 0 s           |
| 10.º | Vicente García de Mateos | Aviludo-Louletano             | + 0 s           |

| \| Clasificación general \| Clasificación general \| Clasificación general \| Clasificación general \| Clasificación general \| \| Ciclista \| Ciclista \| Equipo \| Tiempo \| \| \| --------------------- \| ------------------------ \| ----------------------------- \| --------------------- \| --------------------- \| \| 1.º \| Gustavo César Veloso \| W52-FC Porto \| 14 h 56 min 20 s \| \| \| 2.º \| Mikel Aristi \| Euskadi Basque Country-Murias \| + 3 s \| \| \| 3.º \| Daniel Mestre \| W52-FC Porto \| + 8 s \| \| \| 4.º \| Vicente García de Mateos \| Aviludo-Louletano \| + 9 s \| \| \| 5.º \| António Carvalho \| W52-FC Porto \| + 11 s \| \| \| 6.º \| Edgar Pinto \| W52-FC Porto \| + 12 s \| \| \| 7.º \| João Rodrigues \| W52-FC Porto \| + 14 s \| \| \| 8.º \| Alejandro Marque \| Sporting-Tavira \| + 17 s \| \| \| 9.º \| Daniel Freitas \| Miranda-Mortágua \| + 20 s \| \| \| 10.º \| Joni Brandão \| Efapel \| + 23 s \| \| |                          |                               |                  |
| |                          |                               |                  |
| Fuente: ProCyclingStats |                          |                               |                  |
| Clasificación general |                          |                               |                  |
| Ciclista | Ciclista                 | Equipo                        | Tiempo           |
| 1.º | Gustavo César Veloso     | W52-FC Porto                  | 14 h 56 min 20 s |
| 2.º | Mikel Aristi             | Euskadi Basque Country-Murias | + 3 s            |
| 3.º | Daniel Mestre            | W52-FC Porto                  | + 8 s            |
| 4.º | Vicente García de Mateos | Aviludo-Louletano             | + 9 s            |
| 5.º | António Carvalho         | W52-FC Porto                  | + 11 s           |
| 6.º | Edgar Pinto              | W52-FC Porto                  | + 12 s           |
| 7.º | João Rodrigues           | W52-FC Porto                  | + 14 s           |
| 8.º | Alejandro Marque         | Sporting-Tavira               | + 17 s           |
| 9.º | Daniel Freitas           | Miranda-Mortágua              | + 20 s           |
| 10.º | Joni Brandão             | Efapel                        | + 23 s           |

### 4.ª etapa
| Pampilhosa da Serra - Torre | etapa de montaña | (145 km) |

| \| Clasificación de la etapa \| Clasificación de la etapa \| Clasificación de la etapa \| Clasificación de la etapa \| Clasificación de la etapa \| \| Ciclista \| Ciclista \| Equipo \| Tiempo \| \| \| ------------------------- \| ------------------------- \| ------------------------- \| ------------------------- \| ------------------------- \| \| 1.º \| João Rodrigues \| W52-FC Porto \| 4 h 20 min 36 s \| \| \| 2.º \| Gustavo César Veloso \| W52-FC Porto \| + 1 s \| \| \| 3.º \| Joni Brandão \| Efapel \| + 5 s \| \| \| 4.º \| Henrique Casimiro \| Efapel \| + 5 s \| \| \| 5.º \| Vicente García de Mateos \| Aviludo-Louletano \| + 12 s \| \| \| 6.º \| Cristhian Montoya \| Medellín \| + 18 s \| \| \| 7.º \| Luís Felipe Fernandes \| Aviludo-Louletano \| + 20 s \| \| \| 8.º \| João Benta \| Rádio Popular-Boavista \| + 20 s \| \| \| 9.º \| David Rodrigues \| Rádio Popular-Boavista \| + 23 s \| \| \| 10.º \| Frederico Figueiredo \| Sporting-Tavira \| + 27 s \| \| |                          |                        |                 |
| |                          |                        |                 |
| Fuente: ProCyclingStats |                          |                        |                 |
| Clasificación de la etapa |                          |                        |                 |
| Ciclista | Ciclista                 | Equipo                 | Tiempo          |
| 1.º | João Rodrigues           | W52-FC Porto           | 4 h 20 min 36 s |
| 2.º | Gustavo César Veloso     | W52-FC Porto           | + 1 s           |
| 3.º | Joni Brandão             | Efapel                 | + 5 s           |
| 4.º | Henrique Casimiro        | Efapel                 | + 5 s           |
| 5.º | Vicente García de Mateos | Aviludo-Louletano      | + 12 s          |
| 6.º | Cristhian Montoya        | Medellín               | + 18 s          |
| 7.º | Luís Felipe Fernandes    | Aviludo-Louletano      | + 20 s          |
| 8.º | João Benta               | Rádio Popular-Boavista | + 20 s          |
| 9.º | David Rodrigues          | Rádio Popular-Boavista | + 23 s          |
| 10.º | Frederico Figueiredo     | Sporting-Tavira        | + 27 s          |

| \| Clasificación general \| Clasificación general \| Clasificación general \| Clasificación general \| Clasificación general \| \| Ciclista \| Ciclista \| Equipo \| Tiempo \| \| \| --------------------- \| ------------------------ \| ---------------------- \| --------------------- \| --------------------- \| \| 1.º \| Gustavo César Veloso \| W52-FC Porto \| 19 h 16 min 57 s \| \| \| 2.º \| João Rodrigues \| W52-FC Porto \| + 13 s \| \| \| 3.º \| Vicente García de Mateos \| Aviludo-Louletano \| + 20 s \| \| \| 4.º \| Joni Brandão \| Efapel \| + 27 s \| \| \| 5.º \| Henrique Casimiro \| Efapel \| + 40 s \| \| \| 6.º \| João Benta \| Rádio Popular-Boavista \| + 1 min 06 s \| \| \| 7.º \| Edgar Pinto \| W52-FC Porto \| + 1 min 07 s \| \| \| 8.º \| David Rodrigues \| Rádio Popular-Boavista \| + 1 min 08 s \| \| \| 9.º \| Cristhian Montoya \| Medellín \| + 1 min 18 s \| \| \| 10.º \| Luís Felipe Fernandes \| Aviludo-Louletano \| + 1 min 26 s \| \| |                          |                        |                  |
| |                          |                        |                  |
| Fuente: ProCyclingStats |                          |                        |                  |
| Clasificación general |                          |                        |                  |
| Ciclista | Ciclista                 | Equipo                 | Tiempo           |
| 1.º | Gustavo César Veloso     | W52-FC Porto           | 19 h 16 min 57 s |
| 2.º | João Rodrigues           | W52-FC Porto           | + 13 s           |
| 3.º | Vicente García de Mateos | Aviludo-Louletano      | + 20 s           |
| 4.º | Joni Brandão             | Efapel                 | + 27 s           |
| 5.º | Henrique Casimiro        | Efapel                 | + 40 s           |
| 6.º | João Benta               | Rádio Popular-Boavista | + 1 min 06 s     |
| 7.º | Edgar Pinto              | W52-FC Porto           | + 1 min 07 s     |
| 8.º | David Rodrigues          | Rádio Popular-Boavista | + 1 min 08 s     |
| 9.º | Cristhian Montoya        | Medellín               | + 1 min 18 s     |
| 10.º | Luís Felipe Fernandes    | Aviludo-Louletano      | + 1 min 26 s     |

### 5.ª etapa
| Oliveira do Hospital - Guarda | etapa de media montaña | (158 km) |

| \| Clasificación de la etapa \| Clasificación de la etapa \| Clasificación de la etapa \| Clasificación de la etapa \| Clasificación de la etapa \| \| Ciclista \| Ciclista \| Equipo \| Tiempo \| \| \| ------------------------- \| ------------------------- \| ------------------------- \| ------------------------- \| ------------------------- \| \| 1.º \| Marco Tizza \| Amore & Vita-Prodir \| 4 h 02 min 53 s \| \| \| 2.º \| Alejandro Marque \| Sporting-Tavira \| + 11 s \| \| \| 3.º \| Zakkari Dempster \| Israel Cycling Academy \| + 23 s \| \| \| 4.º \| Thibault Guernalec \| Arkéa-Samsic \| + 28 s \| \| \| 5.º \| João Matias \| Vito-Feirense-Pnb \| + 30 s \| \| \| 6.º \| Óscar Sevilla \| Medellín \| + 33 s \| \| \| 7.º \| Domingos Gonçalves \| Caja Rural-Seguros RGA \| + 43 s \| \| \| 8.º \| David Livramento \| Sporting-Tavira \| + 1 min 34 s \| \| \| 9.º \| Joni Brandão \| Efapel \| + 1 min 44 s \| \| \| 10.º \| Gustavo César Veloso \| W52-FC Porto \| + 1 min 46 s \| \| |                      |                        |                 |
| |                      |                        |                 |
| Fuente: ProCyclingStats |                      |                        |                 |
| Clasificación de la etapa |                      |                        |                 |
| Ciclista | Ciclista             | Equipo                 | Tiempo          |
| 1.º | Marco Tizza          | Amore & Vita-Prodir    | 4 h 02 min 53 s |
| 2.º | Alejandro Marque     | Sporting-Tavira        | + 11 s          |
| 3.º | Zakkari Dempster     | Israel Cycling Academy | + 23 s          |
| 4.º | Thibault Guernalec   | Arkéa-Samsic           | + 28 s          |
| 5.º | João Matias          | Vito-Feirense-Pnb      | + 30 s          |
| 6.º | Óscar Sevilla        | Medellín               | + 33 s          |
| 7.º | Domingos Gonçalves   | Caja Rural-Seguros RGA | + 43 s          |
| 8.º | David Livramento     | Sporting-Tavira        | + 1 min 34 s    |
| 9.º | Joni Brandão         | Efapel                 | + 1 min 44 s    |
| 10.º | Gustavo César Veloso | W52-FC Porto           | + 1 min 46 s    |

| \| Clasificación general \| Clasificación general \| Clasificación general \| Clasificación general \| Clasificación general \| \| Ciclista \| Ciclista \| Equipo \| Tiempo \| \| \| --------------------- \| ------------------------ \| ---------------------- \| --------------------- \| --------------------- \| \| 1.º \| Gustavo César Veloso \| W52-FC Porto \| 23 h 21 min 36 s \| \| \| 2.º \| João Rodrigues \| W52-FC Porto \| + 15 s \| \| \| 3.º \| Vicente García de Mateos \| Aviludo-Louletano \| + 22 s \| \| \| 4.º \| Joni Brandão \| Efapel \| + 25 s \| \| \| 5.º \| Henrique Casimiro \| Efapel \| + 45 s \| \| \| 6.º \| Edgar Pinto \| W52-FC Porto \| + 1 min 14 s \| \| \| 7.º \| João Benta \| Rádio Popular-Boavista \| + 1 min 17 s \| \| \| 8.º \| David Rodrigues \| Rádio Popular-Boavista \| + 1 min 21 s \| \| \| 9.º \| Cristhian Montoya \| Medellín \| + 1 min 25 s \| \| \| 10.º \| Luís Felipe Fernandes \| Aviludo-Louletano \| + 1 min 33 s \| \| |                          |                        |                  |
| |                          |                        |                  |
| Fuente: ProCyclingStats |                          |                        |                  |
| Clasificación general |                          |                        |                  |
| Ciclista | Ciclista                 | Equipo                 | Tiempo           |
| 1.º | Gustavo César Veloso     | W52-FC Porto           | 23 h 21 min 36 s |
| 2.º | João Rodrigues           | W52-FC Porto           | + 15 s           |
| 3.º | Vicente García de Mateos | Aviludo-Louletano      | + 22 s           |
| 4.º | Joni Brandão             | Efapel                 | + 25 s           |
| 5.º | Henrique Casimiro        | Efapel                 | + 45 s           |
| 6.º | Edgar Pinto              | W52-FC Porto           | + 1 min 14 s     |
| 7.º | João Benta               | Rádio Popular-Boavista | + 1 min 17 s     |
| 8.º | David Rodrigues          | Rádio Popular-Boavista | + 1 min 21 s     |
| 9.º | Cristhian Montoya        | Medellín               | + 1 min 25 s     |
| 10.º | Luís Felipe Fernandes    | Aviludo-Louletano      | + 1 min 33 s     |

### 6.ª etapa
| Torre de Moncorvo - Braganza | etapa escarpada | (189,2 km) |

| \| Clasificación de la etapa \| Clasificación de la etapa \| Clasificación de la etapa \| Clasificación de la etapa \| Clasificación de la etapa \| \| Ciclista \| Ciclista \| Equipo \| Tiempo \| \| \| ------------------------- \| ------------------------- \| ----------------------------- \| ------------------------- \| ------------------------- \| \| 1.º \| Héctor Sáez Benito \| Euskadi Basque Country-Murias \| 4 h 55 min 14 s \| \| \| 2.º \| Ben Perry \| Israel Cycling Academy \| + 7 s \| \| \| 3.º \| Txomin Juaristi \| Fundación Euskadi \| + 10 s \| \| \| 4.º \| Julen Amezqueta \| Caja Rural-Seguros RGA \| + 10 s \| \| \| 5.º \| Filipe Cardoso \| Rádio Popular-Boavista \| + 33 s \| \| \| 6.º \| Cyrille Thièry \| Swiss Racing Academy \| + 33 s \| \| \| 7.º \| Gonçalo Leaça \| LA Aluminios \| + 33 s \| \| \| 8.º \| Micael Isidoro \| BAI-Sicasal-Petro de Luanda \| + 33 s \| \| \| 9.º \| Álvaro Trueba \| Sporting-Tavira \| + 36 s \| \| \| 10.º \| David Livramento \| Sporting-Tavira \| + 48 s \| \| |                    |                               |                 |
| |                    |                               |                 |
| Fuente: ProCyclingStats |                    |                               |                 |
| Clasificación de la etapa |                    |                               |                 |
| Ciclista | Ciclista           | Equipo                        | Tiempo          |
| 1.º | Héctor Sáez Benito | Euskadi Basque Country-Murias | 4 h 55 min 14 s |
| 2.º | Ben Perry          | Israel Cycling Academy        | + 7 s           |
| 3.º | Txomin Juaristi    | Fundación Euskadi             | + 10 s          |
| 4.º | Julen Amezqueta    | Caja Rural-Seguros RGA        | + 10 s          |
| 5.º | Filipe Cardoso     | Rádio Popular-Boavista        | + 33 s          |
| 6.º | Cyrille Thièry     | Swiss Racing Academy          | + 33 s          |
| 7.º | Gonçalo Leaça      | LA Aluminios                  | + 33 s          |
| 8.º | Micael Isidoro     | BAI-Sicasal-Petro de Luanda   | + 33 s          |
| 9.º | Álvaro Trueba      | Sporting-Tavira               | + 36 s          |
| 10.º | David Livramento   | Sporting-Tavira               | + 48 s          |

| \| Clasificación general \| Clasificación general \| Clasificación general \| Clasificación general \| Clasificación general \| \| Ciclista \| Ciclista \| Equipo \| Tiempo \| \| \| --------------------- \| ------------------------ \| ---------------------- \| --------------------- \| --------------------- \| \| 1.º \| Gustavo César Veloso \| W52-FC Porto \| 28 h 21 min 20 s \| \| \| 2.º \| João Rodrigues \| W52-FC Porto \| + 15 s \| \| \| 3.º \| Vicente García de Mateos \| Aviludo-Louletano \| + 22 s \| \| \| 4.º \| Joni Brandão \| Efapel \| + 25 s \| \| \| 5.º \| Henrique Casimiro \| Efapel \| + 45 s \| \| \| 6.º \| Edgar Pinto \| W52-FC Porto \| + 1 min 14 s \| \| \| 7.º \| João Benta \| Rádio Popular-Boavista \| + 1 min 17 s \| \| \| 8.º \| David Rodrigues \| Rádio Popular-Boavista \| + 1 min 21 s \| \| \| 9.º \| Cristhian Montoya \| Medellín \| + 1 min 25 s \| \| \| 10.º \| Luís Felipe Fernandes \| Aviludo-Louletano \| + 1 min 33 s \| \| |                          |                        |                  |
| |                          |                        |                  |
| Fuente: ProCyclingStats |                          |                        |                  |
| Clasificación general |                          |                        |                  |
| Ciclista | Ciclista                 | Equipo                 | Tiempo           |
| 1.º | Gustavo César Veloso     | W52-FC Porto           | 28 h 21 min 20 s |
| 2.º | João Rodrigues           | W52-FC Porto           | + 15 s           |
| 3.º | Vicente García de Mateos | Aviludo-Louletano      | + 22 s           |
| 4.º | Joni Brandão             | Efapel                 | + 25 s           |
| 5.º | Henrique Casimiro        | Efapel                 | + 45 s           |
| 6.º | Edgar Pinto              | W52-FC Porto           | + 1 min 14 s     |
| 7.º | João Benta               | Rádio Popular-Boavista | + 1 min 17 s     |
| 8.º | David Rodrigues          | Rádio Popular-Boavista | + 1 min 21 s     |
| 9.º | Cristhian Montoya        | Medellín               | + 1 min 25 s     |
| 10.º | Luís Felipe Fernandes    | Aviludo-Louletano      | + 1 min 33 s     |

### 7.ª etapa
| Braganza - Sierra de Larouco | etapa de media montaña | (156,2 km) |

| \| Clasificación de la etapa \| Clasificación de la etapa \| Clasificación de la etapa \| Clasificación de la etapa \| Clasificación de la etapa \| \| Ciclista \| Ciclista \| Equipo \| Tiempo \| \| \| ------------------------- \| ------------------------- \| ------------------------- \| ------------------------- \| ------------------------- \| \| 1.º \| Luís Gomes \| Rádio Popular-Boavista \| 4 h 25 min 39 s \| \| \| 2.º \| Hugo Sancho \| Miranda-Mortágua \| + 2 s \| \| \| 3.º \| Matthias Reutimann \| Swiss Racing Academy \| + 2 s \| \| \| 4.º \| Brice Feillu \| Arkéa-Samsic \| + 13 s \| \| \| 5.º \| Juan Felipe Osorio \| UD Oliveirense-InOutBuild \| + 18 s \| \| \| 6.º \| Álvaro Cuadros \| Caja Rural-Seguros RGA \| + 34 s \| \| \| 7.º \| Marco Tizza \| Amore & Vita-Prodir \| + 39 s \| \| \| 8.º \| Omer Goldstein \| Israel Cycling Academy \| + 43 s \| \| \| 9.º \| Hugo Nunes \| Rádio Popular-Boavista \| + 43 s \| \| \| 10.º \| Filipe Cardoso \| Rádio Popular-Boavista \| + 47 s \| \| |                    |                           |                 |
| |                    |                           |                 |
| Fuente: ProCyclingStats |                    |                           |                 |
| Clasificación de la etapa |                    |                           |                 |
| Ciclista | Ciclista           | Equipo                    | Tiempo          |
| 1.º | Luís Gomes         | Rádio Popular-Boavista    | 4 h 25 min 39 s |
| 2.º | Hugo Sancho        | Miranda-Mortágua          | + 2 s           |
| 3.º | Matthias Reutimann | Swiss Racing Academy      | + 2 s           |
| 4.º | Brice Feillu       | Arkéa-Samsic              | + 13 s          |
| 5.º | Juan Felipe Osorio | UD Oliveirense-InOutBuild | + 18 s          |
| 6.º | Álvaro Cuadros     | Caja Rural-Seguros RGA    | + 34 s          |
| 7.º | Marco Tizza        | Amore & Vita-Prodir       | + 39 s          |
| 8.º | Omer Goldstein     | Israel Cycling Academy    | + 43 s          |
| 9.º | Hugo Nunes         | Rádio Popular-Boavista    | + 43 s          |
| 10.º | Filipe Cardoso     | Rádio Popular-Boavista    | + 47 s          |

| \| Clasificación general \| Clasificación general \| Clasificación general \| Clasificación general \| Clasificación general \| \| Ciclista \| Ciclista \| Equipo \| Tiempo \| \| \| --------------------- \| ------------------------ \| ---------------------- \| --------------------- \| --------------------- \| \| 1.º \| Joni Brandão \| Efapel \| 32 h 50 min 59 s \| \| \| 2.º \| João Rodrigues \| W52-FC Porto \| + 1 s \| \| \| 3.º \| Gustavo César Veloso \| W52-FC Porto \| + 15 s \| \| \| 4.º \| Vicente García de Mateos \| Aviludo-Louletano \| + 31 s \| \| \| 5.º \| Henrique Casimiro \| Efapel \| + 46 s \| \| \| 6.º \| João Benta \| Rádio Popular-Boavista \| + 1 min 22 s \| \| \| 7.º \| David Rodrigues \| Rádio Popular-Boavista \| + 1 min 26 s \| \| \| 8.º \| Cristhian Montoya \| Medellín \| + 1 min 34 s \| \| \| 9.º \| Edgar Pinto \| W52-FC Porto \| + 1 min 40 s \| \| \| 10.º \| Luís Felipe Fernandes \| Aviludo-Louletano \| + 1 min 42 s \| \| |                          |                        |                  |
| |                          |                        |                  |
| Fuente: ProCyclingStats |                          |                        |                  |
| Clasificación general |                          |                        |                  |
| Ciclista | Ciclista                 | Equipo                 | Tiempo           |
| 1.º | Joni Brandão             | Efapel                 | 32 h 50 min 59 s |
| 2.º | João Rodrigues           | W52-FC Porto           | + 1 s            |
| 3.º | Gustavo César Veloso     | W52-FC Porto           | + 15 s           |
| 4.º | Vicente García de Mateos | Aviludo-Louletano      | + 31 s           |
| 5.º | Henrique Casimiro        | Efapel                 | + 46 s           |
| 6.º | João Benta               | Rádio Popular-Boavista | + 1 min 22 s     |
| 7.º | David Rodrigues          | Rádio Popular-Boavista | + 1 min 26 s     |
| 8.º | Cristhian Montoya        | Medellín               | + 1 min 34 s     |
| 9.º | Edgar Pinto              | W52-FC Porto           | + 1 min 40 s     |
| 10.º | Luís Felipe Fernandes    | Aviludo-Louletano      | + 1 min 42 s     |

### 8.ª etapa
| Viana do Castelo - Serra de Santa Quitéria | etapa escarpada | (156,6 km) |

| \| Clasificación de la etapa \| Clasificación de la etapa \| Clasificación de la etapa \| Clasificación de la etapa \| Clasificación de la etapa \| \| Ciclista \| Ciclista \| Equipo \| Tiempo \| \| \| ------------------------- \| ------------------------- \| ------------------------- \| ------------------------- \| ------------------------- \| \| 1.º \| João Benta \| Rádio Popular-Boavista \| 3 h 49 min 18 s \| \| \| 2.º \| Joni Brandão \| Efapel \| + 2 s \| \| \| 3.º \| João Rodrigues \| W52-FC Porto \| + 2 s \| \| \| 4.º \| Frederico Figueiredo \| Sporting-Tavira \| + 5 s \| \| \| 5.º \| Gustavo César Veloso \| W52-FC Porto \| + 5 s \| \| \| 6.º \| Danilo Celano \| Amore & Vita-Prodir \| + 5 s \| \| \| 7.º \| Vicente García de Mateos \| Aviludo-Louletano \| + 5 s \| \| \| 8.º \| Cristhian Montoya \| Medellín \| + 5 s \| \| \| 9.º \| Edgar Pinto \| W52-FC Porto \| + 8 s \| \| \| 10.º \| David Rodrigues \| Rádio Popular-Boavista \| + 8 s \| \| |                          |                        |                 |
| |                          |                        |                 |
| Fuente: ProCyclingStats |                          |                        |                 |
| Clasificación de la etapa |                          |                        |                 |
| Ciclista | Ciclista                 | Equipo                 | Tiempo          |
| 1.º | João Benta               | Rádio Popular-Boavista | 3 h 49 min 18 s |
| 2.º | Joni Brandão             | Efapel                 | + 2 s           |
| 3.º | João Rodrigues           | W52-FC Porto           | + 2 s           |
| 4.º | Frederico Figueiredo     | Sporting-Tavira        | + 5 s           |
| 5.º | Gustavo César Veloso     | W52-FC Porto           | + 5 s           |
| 6.º | Danilo Celano            | Amore & Vita-Prodir    | + 5 s           |
| 7.º | Vicente García de Mateos | Aviludo-Louletano      | + 5 s           |
| 8.º | Cristhian Montoya        | Medellín               | + 5 s           |
| 9.º | Edgar Pinto              | W52-FC Porto           | + 8 s           |
| 10.º | David Rodrigues          | Rádio Popular-Boavista | + 8 s           |

| \| Clasificación general \| Clasificación general \| Clasificación general \| Clasificación general \| Clasificación general \| \| Ciclista \| Ciclista \| Equipo \| Tiempo \| \| \| --------------------- \| ------------------------ \| ---------------------- \| --------------------- \| --------------------- \| \| 1.º \| Joni Brandão \| Efapel \| 36 h 40 min 19 s \| \| \| 2.º \| João Rodrigues \| W52-FC Porto \| + 1 s \| \| \| 3.º \| Gustavo César Veloso \| W52-FC Porto \| + 18 s \| \| \| 4.º \| Vicente García de Mateos \| Aviludo-Louletano \| + 34 s \| \| \| 5.º \| Henrique Casimiro \| Efapel \| + 52 s \| \| \| 6.º \| João Benta \| Rádio Popular-Boavista \| + 1 min 20 s \| \| \| 7.º \| David Rodrigues \| Rádio Popular-Boavista \| + 1 min 32 s \| \| \| 8.º \| Cristhian Montoya \| Medellín \| + 1 min 37 s \| \| \| 9.º \| Edgar Pinto \| W52-FC Porto \| + 1 min 46 s \| \| \| 10.º \| Frederico Figueiredo \| Sporting-Tavira \| + 2 min 00 s \| \| |                          |                        |                  |
| |                          |                        |                  |
| Fuente: ProCyclingStats |                          |                        |                  |
| Clasificación general |                          |                        |                  |
| Ciclista | Ciclista                 | Equipo                 | Tiempo           |
| 1.º | Joni Brandão             | Efapel                 | 36 h 40 min 19 s |
| 2.º | João Rodrigues           | W52-FC Porto           | + 1 s            |
| 3.º | Gustavo César Veloso     | W52-FC Porto           | + 18 s           |
| 4.º | Vicente García de Mateos | Aviludo-Louletano      | + 34 s           |
| 5.º | Henrique Casimiro        | Efapel                 | + 52 s           |
| 6.º | João Benta               | Rádio Popular-Boavista | + 1 min 20 s     |
| 7.º | David Rodrigues          | Rádio Popular-Boavista | + 1 min 32 s     |
| 8.º | Cristhian Montoya        | Medellín               | + 1 min 37 s     |
| 9.º | Edgar Pinto              | W52-FC Porto           | + 1 min 46 s     |
| 10.º | Frederico Figueiredo     | Sporting-Tavira        | + 2 min 00 s     |

### 9.ª etapa
| Fafe - Senhora da Graça | etapa de montaña | (133,5 km) |

| \| Clasificación de la etapa \| Clasificación de la etapa \| Clasificación de la etapa \| Clasificación de la etapa \| Clasificación de la etapa \| \| Ciclista \| Ciclista \| Equipo \| Tiempo \| \| \| ------------------------- \| ------------------------- \| ------------------------- \| ------------------------- \| ------------------------- \| \| 1.º \| António Carvalho \| W52-FC Porto \| 3 h 49 min 12 s \| \| \| 2.º \| João Rodrigues \| W52-FC Porto \| + 1 s \| \| \| 3.º \| Joni Brandão \| Efapel \| + 2 s \| \| \| 4.º \| João Benta \| Rádio Popular-Boavista \| + 7 s \| \| \| 5.º \| Frederico Figueiredo \| Sporting-Tavira \| + 7 s \| \| \| 6.º \| David Rodrigues \| Rádio Popular-Boavista \| + 7 s \| \| \| 7.º \| Edgar Pinto \| W52-FC Porto \| + 9 s \| \| \| 8.º \| Danilo Celano \| Amore & Vita-Prodir \| + 23 s \| \| \| 9.º \| Gustavo César Veloso \| W52-FC Porto \| + 24 s \| \| \| 10.º \| Cristhian Montoya \| Medellín \| + 48 s \| \| |                      |                        |                 |
| |                      |                        |                 |
| Fuente: ProCyclingStats |                      |                        |                 |
| Clasificación de la etapa |                      |                        |                 |
| Ciclista | Ciclista             | Equipo                 | Tiempo          |
| 1.º | António Carvalho     | W52-FC Porto           | 3 h 49 min 12 s |
| 2.º | João Rodrigues       | W52-FC Porto           | + 1 s           |
| 3.º | Joni Brandão         | Efapel                 | + 2 s           |
| 4.º | João Benta           | Rádio Popular-Boavista | + 7 s           |
| 5.º | Frederico Figueiredo | Sporting-Tavira        | + 7 s           |
| 6.º | David Rodrigues      | Rádio Popular-Boavista | + 7 s           |
| 7.º | Edgar Pinto          | W52-FC Porto           | + 9 s           |
| 8.º | Danilo Celano        | Amore & Vita-Prodir    | + 23 s          |
| 9.º | Gustavo César Veloso | W52-FC Porto           | + 24 s          |
| 10.º | Cristhian Montoya    | Medellín               | + 48 s          |

| \| Clasificación general \| Clasificación general \| Clasificación general \| Clasificación general \| Clasificación general \| \| Ciclista \| Ciclista \| Equipo \| Tiempo \| \| \| --------------------- \| --------------------- \| ---------------------- \| --------------------- \| --------------------- \| \| 1.º \| Joni Brandão \| Efapel \| 40 h 29 min 33 s \| \| \| 2.º \| João Rodrigues \| W52-FC Porto \| + 0 s \| \| \| 3.º \| Gustavo César Veloso \| W52-FC Porto \| + 40 s \| \| \| 4.º \| João Benta \| Rádio Popular-Boavista \| + 1 min 25 s \| \| \| 5.º \| David Rodrigues \| Rádio Popular-Boavista \| + 1 min 37 s \| \| \| 6.º \| Edgar Pinto \| W52-FC Porto \| + 1 min 53 s \| \| \| 7.º \| Frederico Figueiredo \| Sporting-Tavira \| + 2 min 05 s \| \| \| 8.º \| António Carvalho \| W52-FC Porto \| + 2 min 17 s \| \| \| 9.º \| Cristhian Montoya \| Medellín \| + 2 min 23 s \| \| \| 10.º \| Henrique Casimiro \| Efapel \| + 3 min 19 s \| \| |                      |                        |                  |
| |                      |                        |                  |
| Fuente: ProCyclingStats |                      |                        |                  |
| Clasificación general |                      |                        |                  |
| Ciclista | Ciclista             | Equipo                 | Tiempo           |
| 1.º | Joni Brandão         | Efapel                 | 40 h 29 min 33 s |
| 2.º | João Rodrigues       | W52-FC Porto           | + 0 s            |
| 3.º | Gustavo César Veloso | W52-FC Porto           | + 40 s           |
| 4.º | João Benta           | Rádio Popular-Boavista | + 1 min 25 s     |
| 5.º | David Rodrigues      | Rádio Popular-Boavista | + 1 min 37 s     |
| 6.º | Edgar Pinto          | W52-FC Porto           | + 1 min 53 s     |
| 7.º | Frederico Figueiredo | Sporting-Tavira        | + 2 min 05 s     |
| 8.º | António Carvalho     | W52-FC Porto           | + 2 min 17 s     |
| 9.º | Cristhian Montoya    | Medellín               | + 2 min 23 s     |
| 10.º | Henrique Casimiro    | Efapel                 | + 3 min 19 s     |

### 10.ª etapa
| Vila Nova de Gaia - Oporto | contrarreloj individual | (19,5 km) |

| \| Clasificación de la etapa \| Clasificación de la etapa \| Clasificación de la etapa \| Clasificación de la etapa \| Clasificación de la etapa \| \| Ciclista \| Ciclista \| Equipo \| Tiempo \| \| \| ------------------------- \| ------------------------- \| ----------------------------- \| ------------------------- \| ------------------------- \| \| 1.º \| João Rodrigues \| W52-FC Porto \| 27 min 31 s \| \| \| 2.º \| António Carvalho \| W52-FC Porto \| + 15 s \| \| \| 3.º \| Joni Brandão \| Efapel \| + 27 s \| \| \| 4.º \| Gustavo César Veloso \| W52-FC Porto \| + 28 s \| \| \| 5.º \| Thibault Guernalec \| Arkéa-Samsic \| + 58 s \| \| \| 6.º \| Gian Friesecke \| Team Vorarlberg-Santic \| + 1 min 03 s \| \| \| 7.º \| Samuel Caldeira \| W52-FC Porto \| + 1 min 14 s \| \| \| 8.º \| Mikel Aristi \| Euskadi Basque Country-Murias \| + 1 min 20 s \| \| \| 9.º \| Edgar Pinto \| W52-FC Porto \| + 1 min 21 s \| \| \| 10.º \| Ricardo Mestre \| W52-FC Porto \| + 1 min 23 s \| \| |                      |                               |              |
| |                      |                               |              |
| Fuente: ProCyclingStats |                      |                               |              |
| Clasificación de la etapa |                      |                               |              |
| Ciclista | Ciclista             | Equipo                        | Tiempo       |
| 1.º | João Rodrigues       | W52-FC Porto                  | 27 min 31 s  |
| 2.º | António Carvalho     | W52-FC Porto                  | + 15 s       |
| 3.º | Joni Brandão         | Efapel                        | + 27 s       |
| 4.º | Gustavo César Veloso | W52-FC Porto                  | + 28 s       |
| 5.º | Thibault Guernalec   | Arkéa-Samsic                  | + 58 s       |
| 6.º | Gian Friesecke       | Team Vorarlberg-Santic        | + 1 min 03 s |
| 7.º | Samuel Caldeira      | W52-FC Porto                  | + 1 min 14 s |
| 8.º | Mikel Aristi         | Euskadi Basque Country-Murias | + 1 min 20 s |
| 9.º | Edgar Pinto          | W52-FC Porto                  | + 1 min 21 s |
| 10.º | Ricardo Mestre       | W52-FC Porto                  | + 1 min 23 s |

## Clasificaciones finales
Las clasificaciones finalizaron de la siguiente forma:

### Clasificación general
| \| Clasificación general \| Clasificación general \| Clasificación general \| Clasificación general \| Clasificación general \| \| Ciclista \| Ciclista \| Equipo \| Tiempo \| \| \| --------------------- \| --------------------- \| ---------------------- \| --------------------- \| --------------------- \| \| 1.º \| João Rodrigues \| W52-FC Porto \| 40 h 57 min 04 s \| \| \| 2.º \| Joni Brandão \| Efapel \| + 27 s \| \| \| 3.º \| Gustavo César Veloso \| W52-FC Porto \| + 1 min 08 s \| \| \| 4.º \| António Carvalho \| W52-FC Porto \| + 2 min 32 s \| \| \| 5.º \| Edgar Pinto \| W52-FC Porto \| + 3 min 14 s \| \| \| 6.º \| João Benta \| Rádio Popular-Boavista \| + 3 min 15 s \| \| \| 7.º \| David Rodrigues \| Rádio Popular-Boavista \| + 4 min 44 s \| \| \| 8.º \| Cristhian Montoya \| Medellín \| + 5 min 24 s \| \| \| 9.º \| Daniel Silva \| Funvic \| + 5 min 33 s \| \| \| 10.º \| Henrique Casimiro \| Efapel \| + 5 min 43 s \| \| |                      |                        |                  |
| |                      |                        |                  |
| Fuente: ProCyclingStats |                      |                        |                  |
| Clasificación general |                      |                        |                  |
| Ciclista | Ciclista             | Equipo                 | Tiempo           |
| 1.º | João Rodrigues       | W52-FC Porto           | 40 h 57 min 04 s |
| 2.º | Joni Brandão         | Efapel                 | + 27 s           |
| 3.º | Gustavo César Veloso | W52-FC Porto           | + 1 min 08 s     |
| 4.º | António Carvalho     | W52-FC Porto           | + 2 min 32 s     |
| 5.º | Edgar Pinto          | W52-FC Porto           | + 3 min 14 s     |
| 6.º | João Benta           | Rádio Popular-Boavista | + 3 min 15 s     |
| 7.º | David Rodrigues      | Rádio Popular-Boavista | + 4 min 44 s     |
| 8.º | Cristhian Montoya    | Medellín               | + 5 min 24 s     |
| 9.º | Daniel Silva         | Funvic                 | + 5 min 33 s     |
| 10.º | Henrique Casimiro    | Efapel                 | + 5 min 43 s     |

### Clasificación por puntos
| Clasificación por puntos | Clasificación por puntos | Clasificación por puntos      | Clasificación por puntos | Clasificación por puntos |
| Ciclista                 | Ciclista                 | Equipo                        | Puntos                   |                          |
| ------------------------ | ------------------------ | ----------------------------- | ------------------------ | ------------------------ |
| 1.º                      | Daniel Mestre            | W52-FC Porto                  | 91 pts                   |                          |
| 2.º                      | August Jensen            | Israel Cycling Academy        | 52 pts                   |                          |
| 3.º                      | Mikel Aristi             | Euskadi Basque Country-Murias | 50 pts                   |                          |
| 4.º                      | Gustavo César Veloso     | W52-FC Porto                  | 49 pts                   |                          |
| 5.º                      | Héctor Sáez Benito       | Euskadi Basque Country-Murias | 47 pts                   |                          |
| 6.º                      | Luís Mendonça            | Rádio Popular-Boavista        | 44 pts                   |                          |
| 7.º                      | Joni Brandão             | Efapel                        | 44 pts                   |                          |
| 8.º                      | João Rodrigues           | W52-FC Porto                  | 43 pts                   |                          |
| 9.º                      | Davide Appollonio        | Amore & Vita-Prodir           | 42 pts                   |                          |
| 10.º                     | Marco Tizza              | Amore & Vita-Prodir           | 41 pts                   |                          |

### Clasificación de la montaña
| Clasificación de la montaña | Clasificación de la montaña | Clasificación de la montaña | Clasificación de la montaña | Clasificación de la montaña |
| Ciclista                    | Ciclista                    | Equipo                      | Puntos                      |                             |
| --------------------------- | --------------------------- | --------------------------- | --------------------------- | --------------------------- |
| 1.º                         | Luís Gomes                  | Rádio Popular-Boavista      | 107 pts                     |                             |
| 2.º                         | Hugo Sancho                 | Miranda-Mortágua            | 47 pts                      |                             |
| 4.º                         | Ricardo Mestre              | W52-FC Porto                | 38 pts                      |                             |
| 5.º                         | David Ribeiro               | LA Aluminios                | 36 pts                      |                             |
| 6.º                         | António Carvalho            | W52-FC Porto                | 35 pts                      |                             |
| 7.º                         | Luís Felipe Fernandes       | Aviludo-Louletano           | 33 pts                      |                             |
| 8.º                         | Gaspar Gonçalves            | Miranda-Mortágua            | 32 pts                      |                             |
| 9.º                         | Peio Goikoetxea             | Fundación Euskadi           | 31 pts                      |                             |
| 10.º                        | Joni Brandão                | Efapel                      | 31 pts                      |                             |

### Clasificación de los jóvenes
| Clasificación del mejor joven | Clasificación del mejor joven | Clasificación del mejor joven | Clasificación del mejor joven | Clasificación del mejor joven |
| Ciclista                      | Ciclista                      | Equipo                        | Tiempo                        |                               |
| ----------------------------- | ----------------------------- | ----------------------------- | ----------------------------- | ----------------------------- |
| 1.º                           | Emanuel Duarte                | LA Aluminios                  | 41 h 12 min 01 s              |                               |
| 2.º                           | Urko Berrade                  | Euskadi Basque Country-Murias | + 2 s                         |                               |
| 3.º                           | Rafael Lourenço               | UD Oliveirense-InOutBuild     | + 33 min 07 s                 |                               |
| 4.º                           | Gonçalo Leaça                 | LA Aluminios                  | + 54 min 15 s                 |                               |
| 5.º                           | João Barbosa                  | Vito-Feirense-Pnb             | + 56 min 14 s                 |                               |
| 6.º                           | Thibault Guernalec            | Arkéa-Samsic                  | + 1 h 06 min 48 s             |                               |
| 7.º                           | Bram Welten                   | Arkéa-Samsic                  | + 1 h 22 min 28 s             |                               |

### Clasificación por equipos
| Clasificación por equipos | Clasificación por equipos | Clasificación por equipos | Clasificación por equipos |
| Equipo                    | Equipo                    | Tiempo                    |                           |
| ------------------------- | ------------------------- | ------------------------- | ------------------------- |
| 1.º                       | W52-FC Porto              | 122 h 53 min 31 s         |                           |
| 2.º                       | RP-Boavista               | + 2 min 26 s              |                           |
| 3.º                       | Sporting-Tavira           | + 11 min 11 s             |                           |
| 4.º                       | Efapel                    | + 23 min 13 s             |                           |
| 5.º                       | Miranda-Mortágua          | + 57 min 28 s             |                           |

## Evolución de las clasificaciones
| Etapa                   | Vencedor                | Clasificación general | Clasificación por puntos | Clasificación de la montaña | Clasificación de los jóvenes | Clasificación por equipos | Clasificación de la combinada | Clasificación del mejor portugués |
| ----------------------- | ----------------------- | --------------------- | ------------------------ | --------------------------- | ---------------------------- | ------------------------- | ----------------------------- | --------------------------------- |
| Prólogo                 | Samuel Caldeira         | Samuel Caldeira       | no se entregó            | no se entregó               | Thibault Guernalec           | W52-FC Porto              | no se entregó                 | Samuel Caldeira                   |
| 1.ª                     | Davide Appollonio       | Samuel Caldeira       | Davide Appollonio        | Peio Goikoetxea             | Thibault Guernalec           | W52-FC Porto              | Daniel Mestre                 | Samuel Caldeira                   |
| 2.ª                     | Mikel Aristi            | Gustavo César Veloso  | Davide Appollonio        | Peio Goikoetxea             | Urko Berrade                 | W52-FC Porto              | Daniel Mestre                 | Joni Brandão                      |
| 3.ª                     | Daniel Mestre           | Gustavo César Veloso  | Daniel Mestre            | Peio Goikoetxea             | Urko Berrade                 | W52-FC Porto              | Daniel Mestre                 | Daniel Mestre                     |
| 4.ª                     | João Rodrigues          | Gustavo César Veloso  | Daniel Mestre            | Peio Goikoetxea             | Emanuel Duarte               | W52-FC Porto              | Gustavo César Veloso          | João Rodrigues                    |
| 5.ª                     | Marco Tizza             | Gustavo César Veloso  | Daniel Mestre            | David Ribeiro               | Emanuel Duarte               | W52-FC Porto              | Gustavo César Veloso          | João Rodrigues                    |
| 6.ª                     | Héctor Sáez             | Gustavo César Veloso  | Daniel Mestre            | Luís Gomes                  | Emanuel Duarte               | W52-FC Porto              | Gustavo César Veloso          | João Rodrigues                    |
| 7.ª                     | Luís Gomes              | Joni Brandão          | Daniel Mestre            | Luís Gomes                  | Unai Cuadrado                | RP-Boavista               | Gustavo César Veloso          | Joni Brandão                      |
| 8.ª                     | João Benta              | Joni Brandão          | Daniel Mestre            | Luís Gomes                  | Unai Cuadrado                | RP-Boavista               | Gustavo César Veloso          | Joni Brandão                      |
| 9.ª                     | António Carvalho        | Joni Brandão          | Daniel Mestre            | Luís Gomes                  | Emanuel Duarte               | RP-Boavista               | João Rodrigues                | Joni Brandão                      |
| 10.ª                    | João Rodrigues          | João Rodrigues        | Daniel Mestre            | Luís Gomes                  | Emanuel Duarte               | W52-FC Porto              | João Rodrigues                | João Rodrigues                    |
| Clasificaciones finales | Clasificaciones finales | João Rodrigues        | Daniel Mestre            | Luís Gomes                  | Emanuel Duarte               | W52-FC Porto              | João Rodrigues                | João Rodrigues                    |

## UCI World Ranking
La Vuelta a Portugal otorgó puntos para el UCI World Ranking para corredores de los equipos en las categorías UCI WorldTeam, Profesional Continental y Continental. Las siguientes tablas muestran el baremo de puntuación y los 10 corredores que obtuvieron más puntos:
| Posición              | 1.º | 2.º | 3.º | 4.º | 5.º | 6.º | 7.º | 8.º | 9.º | 10.º | 11.º | 12.º | 13.º-15.º | 16.º-25.º |
| Clasificación general | 125 | 85  | 70  | 60  | 50  | 40  | 35  | 30  | 25  | 20   | 15   | 10   | 5         | 3         |
| Por etapa             | 14  | 5   | 3   |     |     |     |     |     |     |      |      |      |           |           |
| Líder                 | 3   |     |     |     |     |     |     |     |     |      |      |      |           |           |

| Clasificación |                      |              |         |       |       |       |
| Posición      | Ciclista             | Equipo       | General | Etapa | Líder | Total |
| ------------- | -------------------- | ------------ | ------- | ----- | ----- | ----- |
| 1.º           | João Rodrigues       | W52-FC Porto | 125     | 36    | -     | 161   |
| 2.º           | Joni Brandão         | Efapel       | 85      | 14    | 9     | 108   |
| 3.º           | Gustavo César Veloso | W52-FC Porto | 70      | 11    | 15    | 96    |
| 4.º           | António Carvalho     | W52-FC Porto | 60      | 19    | -     | 79    |
| 5.º           | João Benta           | RP-Boavista  | 40      | 14    | -     | 54    |
| 6.º           | Edgar Pinto          | W52-FC Porto | 50      | -     | -     | 50    |
| 7.º           | David Rodrigues      | RP-Boavista  | 35      | -     | -     | 35    |
| 8.º           | Cristhian Montoya    | Medellín     | 30      | -     | -     | 30    |
| 9.º           | Daniel Silva         | RP-Boavista  | 25      | -     | -     | 25    |
| 10.º          | Henrique Casimiro    | Efapel       | 20      | -     | -     | 20    |